# Borure de tantale
Un borure de tantale est un composé chimique de formule TaB, Ta5B6, Ta3B4 ou TaB2 selon la stœchiométrie entre le tantale et le bore. Il s'agit de céramiques très dures et résistantes à la corrosion. La dureté Vickers du TaB et du TaB2 est de l'ordre de 30 GPa,,. Ces matériaux sont stables par rapport à l'oxydation jusqu'à 700 °C ainsi qu'à la corrosion sous l'effet des acides,.
Le TaB2 est une céramique ultraréfractaire qui présente la même structure cristalline hexagonale que la plupart des diborures (diborure d'aluminium AlB2, diborure de magnésium MgB2, etc.). Le groupe d'espace des différents borures de tantale est Cmcm (no  63) pour TaB (orthorhombique), Cmmm (no  65) pour Ta5B6, Immm (no  71) pour Ta3B4 et P6/mmm (no  191) pour TaB2 (hexagonal).
On peut obtenir des monocristaux de TaB, Ta5B6, Ta3B4 et TaB2 d'environ 1 cm de diamètre et 6 cm de long par la méthode de la zone fondue,. Des couches minces de borure de tantale peuvent être déposées à partir d'un mélange gazeux TaCl5 - BCl3 - H2 - Ar dans une gamme de températures allant de 540 à 800 °C. On obtient du TaB avec un ratio BCl3/TaCl5 de 2 à 4 et à une température de 600 à 700 °C, tandis qu'on obtient du TaB2 avec un ratio BCl3/TaCl5 de 6 et une température supérieure à 600 °C. Il a également été possible d'obtenir du TaB2 par réduction d'oxyde de tantale(V) Ta2O5 avec du borohydrure de sodium NaBH4 dans un rapport M:B de 1:4 à une température de 700 à 900 °C pendant 30 minutes dans un flux d'argon :
2 Ta2O5 + 13 NaBH4 → 4 TaB2 + 8 Na(g,l) + 5 NaBO2 + 26 H2 (g).